# Super 35
Super 35 is een filmopnameformaat dat exact dezelfde negatieffilm gebruikt als bij de standaard-35mm-filmopnametechniek, maar een breder beeldoppervlak biedt, doordat de ruimte die eenzijdig normaliter wordt gereserveerd voor het analoge geluidsspoor tussen de perforatie en het beeld nu ook benut wordt voor de beeldregistratie. Bij de volgende bewerkingen in het digitale domein heeft men dan het voordeel van een groter origineel negatief, waardoor de uiteindelijke beeldkwaliteit wordt verbeterd.